# Boxe aux Jeux panaméricains de 1999
Navigation
Édition précédente Édition suivante
Les compétitions de boxe anglaise des Jeux panaméricains 1999 se sont déroulées du 31 juillet au 8 août à Winnipeg, Canada. 
 Le vainqueur et le finaliste dans chaque catégories de poids obtenaient leur qualification pour les Jeux olympiques d'été de 2000 à Sydney.

## Résultats

### Podiums
| Catégories                    | Or                    | Argent           | Bronze                               |
| Poids mi-mouches (-48 kg)     | Maikro Romero         | Liborio Romero   | Iván Calderón Patricio Calero        |
| Poids mouches (-51 kg)        | Omar Andrés Narváez   | José Navarro     | Daniel Ponce de León Manuel Mantilla |
| Poids coqs (-54 kg)           | Gerald Tucker         | Nehomar Cermeno  | Waldemar Font Ceferino Labarda       |
| Poids plumes (-57 kg)         | Yudel Johnson Cedeno  | Zayas Younan     | Jorge Martínez Aaron Torres          |
| Poids légers (-60 kg)         | Mario Kindelán        | Dana Laframboise | Patrick López Cristian Bejarano      |
| Poids super-légers (-63,5 kg) | Victor Hugo Castro    | Kelson Santos    | Diogenes Luna Corey Bernard          |
| Poids welters (-67 kg)        | Juan Hernández Sierra | Jeremy Molitor   | LeChaunce Shepherd Charlie Navarro   |
| Poids super-welters (-71 kg)  | Jorge Gutierrez       | Scott MacIntosh  | Euris González David Sean Black      |
| Poids moyens (-75 kg)         | Yohanson Martínez     | Arthur Palac     | José Herrera Jim Rodriguez           |
| Poids mi-lourds (-81 kg)      | Humberto Savigne      | Laudelino Barros | Troy Amos-Ross Hugo Hernán Garay     |
| Poids lourds (-91 kg)         | Odlanier Solis        | Mark Simmons     | Marcelino Novaes Kerron Speid        |
| Poids super-lourds (+91 kg)   | Alexis Rubalcaba      | Davin Kin        | Claudio Silva Manuel Azar            |

### Tableau des médailles
| Place | Pays                   | Médaille d'or, Amérique | Médaille d'argent, Amérique | Médaille de bronze, Amérique | Total |
| ----- | ---------------------- | ----------------------- | --------------------------- | ---------------------------- | ----- |
| 1     | Cuba                   | 9                       | 0                           | 3                            | 12    |
| 2     | Argentine              | 2                       | 0                           | 3                            | 5     |
| 3     | États-Unis             | 1                       | 3                           | 3                            | 7     |
| 4     | Canada                 | 0                       | 5                           | 1                            | 6     |
| 5     | Brésil                 | 0                       | 2                           | 2                            | 4     |
| 6     | Mexique                | 0                       | 1                           | 3                            | 4     |
| 6     | Venezuela              | 0                       | 1                           | 3                            | 4     |
| 8     | Jamaïque               | 0                       | 0                           | 2                            | 2     |
| 9     | Colombie               | 0                       | 0                           | 1                            | 1     |
| 9     | République dominicaine | 0                       | 0                           | 1                            | 1     |
| 9     | Équateur               | 0                       | 0                           | 1                            | 1     |
| 9     | Porto Rico             | 0                       | 0                           | 1                            | 1     |
| Total | 12 pays médaillés      | 12                      | 12                          | 24                           | 48    |